# Crowfish
Crowfish е българска прогресив/инди рок група, създадена през 1997 г. във Варна. Групата съществува до началото на 2010 г.
Членове на Crowfish са вокалистът и китарист Чавдар Манолчев, басистът Георги Пехливанов и барабанистът Божидар Атанасов.

## История
Група Crowfish е създадена през лятото на 1997 г. във Варна. В началото момчетата свирят кавър версии на любимите си Rancid, The Ramones, Bad Religion и Green Day. През януари 1998 г. реализират дебютното си авторско демо Unhappy Tales. Година и половина по-късно, през лятото на 1999 г., издават първия си албум From Crowfish to Revelation, но само в ограничен касетен тираж.
През 2001 г. Crowfish записват материал за нов албум. Той излиза през 2002 г. и носи името на групата Crowfish, като се появява на европейския пазар благодарение на независимия немски лейбъл Freecore Records. През март 2002 г. момчетата изнасят пилотно турне в Германия, което включва 10 концерта. Приети са отлично от местните фенове и през есента на същата година организират втори тур, който включва около 30 концерта и участия в няколко фестивала на немска земя.
През декември 2003 г. групата издава третия си студиен албум Requiem For A Broken Heart, който излиза не само на българския пазар, а и в цяла Европа. Месеци по-късно следват нови изяви на немската сцена, където Crowfish подгряват легендите на американския хардкор Sick Of It All.
През 2004 г. излиза парчето на Crowfish Away, което бързо придобива популярност и е номинирано за зрителски хит на VII Годишни музикални награди на телевизия ММ.
През 2005 г. Crowfish осъществява ново мащабно турне в Европа, изнасяйки концерти в Сърбия, Австрия и Германия.
През 2006 г. Crowfish записват ЕР-то Red Dragons и осъществяват двумесечно турне, включващо България, Македония, Сърбия, Австрия, Полша, Германия, Дания и Франция.
Последният албум на групата излиза през 2008 г. и носи името Crowfish IV. През пролетта на 2009 г. Crowfish правят национално турне с Уикеда, а в началото на 2010 г. групата се разпада.

## Дискография
- From Crowfish to Revelation – 1999 (ограничен касетен тираж)
- Crowfish – 2002
- Requiem for a broken heart – 2003
- From Crowfish to Revelation – 2005 (преиздаване на първия албум)
- Red Dragons EP – 2006
- Crowfish IV – 2008

## Видео
- Away – 2002
- Neon Nights – 2008